# Démographie du Vatican
La démographie du Vatican est liée aux caractéristiques particulières du Vatican, plus petit État du monde, dont la citoyenneté n’est acquise que temporairement. Les statistiques démographiques sont publiées sur le site web de l’État, et font l’objet d’estimations par la CIA pour son World Factbook, et par l’ONU ; cependant dans ces deux derniers cas, elles portent sur le Saint-Siège et non sur l’État du Vatican à proprement parler. Du fait de la particularité de la démographie vaticane, il faut distinguer entre ses populations citoyenne et résidente.

## Citoyens du Vatican
Contrairement aux autres pays, il n’existe pas de nationalité vaticane, mais un statut temporaire de citoyenneté accordé par le pape pour la durée d’une fonction au service de l’Église catholique, selon des dispositions fixées par les Accords du Latran. Elle ne peut pas être acquise à la naissance, et il n’existe ni droit du sol, ni droit du sang. De ce fait, l’ensemble des citoyens du Vatican sont binationaux, car tous conservent leur nationalité d’origine.
En février 2019, le Vatican compte 618 citoyens, dont seuls 246 résident sur le territoire de l’État. Parmi ceux-ci figurent les 104 soldats de la Garde suisse pontificale, leurs épouses (qui obtiennent la citoyenneté par mariage), ainsi que le pape et 17 cardinaux (53 autres cardinaux sont citoyens non-résidents). Le taux de résidence dans l’État des citoyens du Vatican s’élève donc à 39,8% et, inversement, 60,2% de ces citoyens résident à l’étranger.
Les non-résidents sont principalement employés au service de la politique étrangère du Saint-Siège, et résident dans ses représentations diplomatiques,.

## Résidents du Vatican
Selon le site web de l’État, en février 2019, la population de résidents au Vatican s’élève à 453 personnes, dont 54,3 % sont citoyens de l’État. Le taux de population résidente étrangère s’élève donc à 45,7%.
Outre les ecclésiastiques, les gardes suisses et leurs familles, la population résidente vaticane comporte quelques laïcs employés par l’État, ainsi que leurs familles. Quelques familles de réfugiés peuvent également être hébergées sur le territoire de la cité-État.
Ces chiffres sont à mettre en regard du nombre de personnes exerçant en journée leur profession au Vatican, mais n’y résidant pas. Cette population de migrants pendulaires s’élevait, en 2013, à 4 700 personnes environ, ecclésiastiques et laïcs confondus.
Le World Factbook de la CIA estime, pour sa part, que la population du Saint-Siège en 2022 s’élève à 1 000 habitants environ, tandis que les données publiées par l’ONU font état d’une population de 0,5 millier d’habitants en décembre 2012, avec un sex-ratio de 46%.

### Natalité et mortalité
Le nombre de décès annuels moyen au Vatican est de 5. Le nombre de naissances annuel moyen est de une ; il s’agit généralement d’enfants de Gardes suisses. Il peut cependant y avoir d’autres cas : ainsi, en 2016, la place Saint-Pierre a été le lieu de naissance accidentel de la fille d’un couple de sans-abri.
Il en ressort que le taux de natalité moyen du Vatican s’élève à 2,2 ‰, et son taux de mortalité à 11 ‰, ce qui équivaut à un taux de variation naturelle de −8,8 ‰. Ces chiffres sont néanmoins sans incidence sur l’évolution de la population vaticane, puisque la totalité de celle-ci est issue de l’immigration.

### Familles et enfants
En 2013, le Vatican comptait 13 familles parmi ses résidents, avec des familles de gardes suisses, mais aussi celles du jardinier en chef et de l’électricien en chef. Les enfants des employés résidents perdent leur droit de résidence à leur mariage. En 2019, à la suite de la modification des conditions d’autorisation au mariage des gardes suisses par le pape François, ce sont désormais 20 d’entre eux qui habitent le Vatican avec leur famille. La même année, le nombre d’enfants de gardes s’élève également à 20, dont neuf viennent de seulement trois familles.
Des familles réfugiées peuvent également occasionnellement résider au Vatican. C’était le cas, en 2015, d’une famille de quatre chrétiens Syriens, rejoints en 2016 par une mère Érythréenne et ses trois enfants. 